# Герб Гагаузії
Гербом Гагаузії є зображення геральдичного щита, в нижній частині якого — золота півкуля сяючого сонця на синьому тлі. Щит обвиває жовте (золоте) колосся, обвите прапором Гагаузії. Під щитом зображення листя виноградної лози і зв'язка виноградної лози. Над щитом зображено три п'ятипроменеві зірки жовтого кольору, складені у рівносторонній трикутник.